# Aeroportul Cochrane
Aeroportul Cochrane (IATA: YCN, ICAO: CYCN) este un aeroport din Ontario, Canada. Aeroportul a fost tranzitat în 2017 de 0 pasageri.
Situat la o altitudine de 263 m, aeroportul dispune de o singură pistă.